# ラウンド・ミッドナイト (曲)
「ラウンド・ミッドナイト」 ('Round Midnight) は、1944年に発表された、ピアニストのセロニアス・モンク作曲のジャズのスタンダード・ナンバー。この曲は、クーティ・ウィリアムス、ディジー・ガレスピー、アート・ペッパー、マイルス・デイヴィスなどが取り上げて磨きをかけ、ソングライターのバーニー・ハニゲンはこの曲に歌詞を載せた。ウィリアムスとハニゲンは、この曲の共作者としてクレジットされている。
モンクがこの曲の原型を作曲したのは、1940年か1941年であったと考えられている。しかし、ハリー・コロンビー (Harry Colomby) は、モンクはさらに早く、19歳だった1936年に「グランド・フィナーレ (Grand Finale)」という曲名で、最初の原型を書いた可能性があるという説を述べている。
この曲は、モンク自身が多くの録音で曲名として用いた「ラウンド・ミッドナイト ('Round Midnight)」のほかに、モンク自身が初期に用いていた「ラウンド・アバウト・ミッドナイト ('Round About Midnight)」という曲名でも言及されることがあり、また英語の綴りについて、「'Round」の冒頭のアポストロフィーを省く表記や、「About」を「'Bout」とする表記などが用いられることもある。

## モンクによる録音
モンクは、生涯に数回この曲を録音しており、アルバムでは『ジーニアス・オブ・モダン・ミュージック Vol.1 (Genius of Modern Music: Volume 1)』（モンク自身によるこの曲の初録音）、『セロニアス・ヒムセルフ (Thelonious Himself)』、『マリガン・ミーツ・モンク (Mulligan Meets Monk)』、『ミステリオーソ (Misterioso)』、『アット・ザ・ブラックホーク (Thelonious Monk at the Blackhawk)』、『モンクス・ブルース (Monk's Blues)』（ボーナス・トラック）にそれぞれ収められている。
モンク自身は、1947年にこの曲を最初に録音し、それが1951年にアルバム『ジーニアス・オブ・モダン・ミュージック Vol.1』に収められた際には、「ラウンド・アバウト・ミッドナイト ('Round About Midnight) という曲名を記載していたが、1957年の『セロニアス・ヒムセルフ』以降は、曲名を「ラウンド・ミッドナイト」と記載するようになった。

## モンク以外による演奏
「ラウンド・ミッドナイト」は、ジャズ・ミュージシャンが作曲した曲の中では、最も数多く録音されてきたジャズ・スタンダード曲である。オールミュージック (allmusic.com) によれば、この曲は1000枚以上のアルバムで取り上げられている。
モンク自身による初録音より前の1944年に、「ラウンド・ミッドナイト」として、クーティ・ウィリアムス楽団が録音している。

### マイルス・デイヴィス
マイルス・デイヴィスはコロムビア・レコードからリリースしたアルバム『ラウンド・アバウト・ミッドナイト』（1957年）のタイトルに、「ラウンド・アバウト・ミッドナイト」としてこの曲名を使い、ディジー・ガレスピーの演奏を踏まえた形で、この曲のカバーを収録した。この曲は、マイルス・デイヴィスの代表曲のひとつとなったが、そもそもコロムビア・レコードがデイヴィスを引き抜いたきっかけは、1955年のニューポート・ジャズ・フェスティバルにおけるモンクとの共演であったといわれている。それ以前にもマイルスは2度この曲をスタジオで録音しており、いずれもプレスティッジ・レコードのために1953年と1956年に録音が行なわれ、前者は『コレクターズ・アイテムズ (Collectors' Items)』、後者は『マイルス・デイヴィス・アンド・ザ・モダン・ジャズ・ジャイアンツ (Miles Davis and the Modern Jazz Giants)』に収録されている。

### その他
ジミー・マクグリフ (Jimmy McGriff) によるこの曲の演奏は、1964年に開局した北海上の海賊放送であるラジオ・キャロライン (Radio Caroline) の初期には、午後6時の放送終了を告げるテーマ曲に使われていた。
2002年、イタリアのピアニスト、エマニュエレ・アルチウリ (Emanuele Arciuli) は、多数の作曲家たちに、この曲の変奏曲の創作を委嘱した。この委嘱を受けた作曲家たちは、ロベルト・アンドレオーニ (Roberto Andreoni)、ミルトン・バビット、アルベルト・バルベロ (Alberto Barbero)、カルロ・ボッカドーロ  (Carlo Boccadoro)、ウィリアム・ボルコム、デイヴィッド・クラム (David Crumb)、ジョージ・クラム、マイケル・ドアティ (Michael Daugherty)、フィリッポ・デル・コルノ (Filippo Del Corno)、ジョン・ハービソン、ジョエル・ホフマン (Joel Hoffman)、アーロン・ジェイ・カーニス  (Aaron Jay Kernis)、ジェラルド・レヴィンソン  (Gerald Levinson)、トビアス・ピッカー  (Tobias Picker)、マシュー・キール (Matthew Quayle)、フレデリック・ジェフスキー、オーガスタ・リード・トマス (Augusta Read Thomas)、マイケル・トーキーらがいた。

## 映画における使用

### 地球最後の男オメガマン
1971年、ロン・グレイナー (Ron Grainer) は、クーティ・ウィリアムスの演奏をもとにテンポを落とした編曲を行ない、映画『地球最後の男オメガマン』の印象的な場面の伴奏音楽とした。この曲は、2004年のゴタン・プロジェクト (Gotan Project) のCD『Inspiración Espiración』に、チェット・ベイカーの演奏をフィーチャーして収録された。

### ラウンド・ミッドナイト
1986年、この曲は、ベテランのサックス奏者デクスター・ゴードンが主演した、パリに住むアメリカ人ジャズ・ミュージシャンを主人公にしたフィクションの映画『ラウンド・ミッドナイト (Round Midnight)』のタイトル曲として使用された。ハービー・ハンコックによるこの映画のサウンドトラック・アルバム『ラウンド・ミッドナイト (Round Midnight)』は、この曲を中心に多数のジャズ・スタンダード曲を取り上げ、これにハンコックのオリジナル曲数曲を収録している。
このサウンドトラック盤には、ボビー・マクファーリンによる、サックスの音色を模したスキャットをフィーチャーした、ハービー・ハンコック（ピアノ）、ロン・カーター（ベース）、トニー・ウィリアムス（ドラム）による「ラウンド・ミッドナイト」が冒頭のトラックに収められている。